# 김성규 (1933년)
김성규(金成奎, 1933년~2010년 8월 24일)는 조선민주주의인민공화국의 군인, 정치인이다. 최고인민회의 제9·10·12기 대의원과 조선로동당 중앙위 후보위원, 조선인민군 대장을 지냈다.

## 약력
1933년생 1990년 1월 5일에 열린 조선노동당 중앙위원회 제6기 제17차 전원회의에서 조선노동당 중앙위원회 위원으로 선출되었고 1992년 장군으로 진급했으며 1994년 7월 8일 김일성 주석이 사망하자 장의위원회 위원으로 선출되었다 1994년 7월 8일 김일성 주석이 사망하자 장의위원으로 선출되었다. 같은 해 10월에는 제8군단 사령관으로 임명되었고 1997년 장군으로 진급했다.
2009년 1월 14일에 열린 노동자농민적위대 창건 50주년 기념 중앙보고대회에 참석했을 때 그는 당 책임자로 보도되었으며, 남한 언론과 통일부 문서에 따르면 그는 당 중앙위원회 민방위부 부장이었다. 그는 당 중앙위원회 부장 또는 군 총정치국장으로 임명된 것으로 추정되었다.
그는 2010년 8월 24일 폐암으로 사망했다.